# Sorex raddei
Sorex raddei är en däggdjursart som beskrevs av Konstantin Alexeevitsch Satunin 1895. Sorex raddei ingår i släktet Sorex och familjen näbbmöss. IUCN kategoriserar arten globalt som livskraftig. Inga underarter finns listade i Catalogue of Life.
Denna näbbmus förekommer i Kaukasus och i andra landskap vid östra och sydöstra Svarta havet. Den når ibland 2400 meter över havet. Arten lever i bergsskogar och i andra områden med klippor, ofta nära vattendrag. Allmänt är den låga växtligheten på marken tät.
Honor kan ha tre kullar per år med 3 till 5 ungar per kull.